# 维姬·霍兰德
维姬·霍兰德（英語：Vicky Holland，1986年1月12日—），英国女子铁人三项运动员，曾代表国家参加2016年里约奥运会，在女子铁人三项项目上以1小时57分1秒的成绩获得铜牌。